# 万福街道
万福街道，是中华人民共和国山東省菏泽市牡丹区下辖的一个乡镇级行政单位。

## 行政区划
万福街道下辖以下地区：
杜庄社区、富强社区、雷泽湖社区、赵庄社区、登禹社区、张家庙社区、龙泉社区、中华路社区、黄张社区、天池社区、民安社区、尧银社区、利群社区、圣源社区、杨庄村、吴拐村、曹庄村、潘刘村、刘寨村、韩庄村、冯庄村、耿海村、杨营村、鹿坊村和丁庄村。